# Amine Rzig
Amine Rzig (25 de agosto de 1980) é um basquetebolista profissional tunisiano.

## Carreira
Amine Rzig integrou a Seleção Tunisiana de Basquetebol, em Londres 2012, que terminou na décima-primeira colocação.

## Títulos
Seleção Tunisiana
- AfroBasket de 2011